# Municipio de Otter Creek (condado de Ripley)
El municipio de Otter Creek (en inglés: Otter Creek Township) es un municipio ubicado en el condado de Ripley en el estado estadounidense de Indiana. En el año 2010 tenía una población de 1410 habitantes y una densidad poblacional de 13,06 personas por km².

## Geografía
El municipio de Otter Creek se encuentra ubicado en las coordenadas 39°5′31″N 85°22′49″O / 39.09194, -85.38028. Según la Oficina del Censo de los Estados Unidos, el municipio tiene una superficie total de 107.97 km², de la cual 107,91 km² corresponden a tierra firme y (0,06 %) 0,06 km² es agua.

## Demografía
Según el censo de 2010, había 1410 personas residiendo en el municipio de Otter Creek. La densidad de población era de 13,06 hab./km². De los 1410 habitantes, el municipio de Otter Creek estaba compuesto por el 97,16 % blancos, el 0,5 % eran afroamericanos, el 0,14 % eran amerindios, el 0,28 % eran asiáticos, el 0,92 % eran de otras razas y el 0,99 % eran de una mezcla de razas. Del total de la población el 1,56 % eran hispanos o latinos de cualquier raza.